# Đường cao tốc Sejong–Pocheon
Đường cao tốc Sejong–Pocheon (Tiếng Hàn: 세종포천고속도로, Hanja: 世宗抱川高速道路) hay Đường cao tốc số 29 (Tiếng Hàn: 고속도로 제29호선) là một đường cao tốc ở Hàn Quốc đang được xây dựng bắt đầu tại Thành phố Sejong và kết thúc tại Pocheon-si, Gyeonggi-do.
Việc xây dựng phần Guri ~ Pocheon bắt đầu vào ngày 30 tháng 6 năm 2012 và tất cả các phần đã được thông xe vào ngày 30 tháng 6 năm 2017. Đây là một dự án đầu tư tư nhân và phí cầu đường thấp do được chính phủ trợ cấp. Đơn vị thực hiện dự án là Công ty TNHH Đường cao tốc Bắc Seoul. Điểm đầu với Đường cao tốc Gangbyeon.
Đoạn Sejong ~ Guri được gọi là Đường cao tốc Seoul ~ Sejong hoặc Đường cao tốc Gyeongbu thứ 2 và là đoạn được lên kế hoạch để đa dạng hóa giao thông từ Đường cao tốc Gyeongbu và Đường cao tốc Jungbu. Trong số đó, việc xây dựng phần Anseong ~ Guri sẽ bắt đầu vào tháng 12 năm 2016 và dự kiến khai trương vào năm 2024. Việc xây dựng đoạn Sejong ~ Anseong bắt đầu vào ngày 27 tháng 12 năm 2019 và dự kiến mở cửa vào năm 2025.
Hiện tại, Quốc lộ 43, Quốc lộ 47 và Đường cao tốc đô thị Dongbu nối Pocheon và Seoul thường xuyên tắc nghẽn nhất ở khu vực trung tâm thành phố và đèn giao thông tại các giao lộ. Thời gian di chuyển trước đây mất khoảng 1 giờ 30 phút ở Seoul, hiện tại đã giảm xuống còn khoảng 40 phút sau khi hoàn thành đường cao tốc.

## Khu vực đi qua
Sejong
- Janggun-myeon · Yeonseo-myeon · Jeondong-myeon

Chungcheongnam-do
- Cheonan-si (Dongnam-gu (Seongnam-myeon · Susin-myeon · Byeongcheon-myeon · Buk-myeon) - Seobuk-gu Ipjang-myeon)

Gyeonggi-do
- Anseong-si (Seoun-myeon · Geumgwang-myeon · Bogae-myeon · Gosam-myeon) - Yongin-si (Wonsam-myeon · Idong-eup · Ho-dong · Unhak-dong · Haegok-dong · Yangji-myeon · Pogok-eup · Mohyeon-eup) - Gwangju-si (Munhyeong-dong · Chuja-dong · Gosan-dong · Sam-dong · Mok-dong · Jik-dong) - Seongnam-si Jungwon-gu (Galhyeon-dong · Sangdaewon-dong) - Seongnam-si Sujeong-gu (Yangji-dong) - Hanam-si (Hakam-dong · Gami-dong · Gwangam-dong · Gamil-dong · Gambuk-dong · Choi-dong)

Seoul
- Gangdong-gu (Gil-dong · Dunchon-dong · Myeongil-dong · Sangil-dong · Godeok-dong · Amsa-dong)

Gyeonggi-do
- Guri-si (Topyeong-dong · Gyomun-dong)

Seoul
- Jungnang-gu (Mangu-dong · Sinnae-dong)

Gyeonggi-do
- Guri-si (Inchang-dong · Galmae-dong) - Namyangju-si (Toegyewon-eup · Byeolnae-myeon) - Uijeongbu-si (Sangok-dong · Gosan-dong · Millak-dong · Nakyang-dong · Jail-dong) - Pocheon-si (Soheul-eup · Gasan-myeon · Gunnae-myeon · Sinbuk-myeon)

## Chi tiết tuyến đường

### Số làn đường
- S.Guri IC ~ Soheul JC : Khứ hồi 6 làn xe (30.46km)
- Soheul JC ~ Sinbuk IC : Khứ hồi 4 làn xe (14.14km)

### Chiều dài
- S.Guri IC ~ Sinbuk IC 44.6km

### Giới hạn tốc độ
- Tối đa 100km/h, Tối thiểu 50km/h

### Đường hầm
| Tên hầm            | Vị trí                                                  | Chiều dài | Năm hoàn thành | Ghi chú          |
| ------------------ | ------------------------------------------------------- | --------- | -------------- | ---------------- |
| Hầm Guri           | Topyeong-dong, Guri-si, Gyeonggi-do                     | 3,483.5m  | 2017           | Hướng đi Pocheon |
| Hầm Guri           | Topyeong-dong, Guri-si, Gyeonggi-do                     | 3,605m    | 2017           | Hướng đi Guri    |
| Hầm Jungnang IC 1  | Sinnae-dong, Jungnang-gu, Seoul                         | 140m      | 2017           |                  |
| Hầm Jungnang IC 2  | Sinnae-dong, Jungnang-gu, Seoul                         | 3.3m      | 2017           |                  |
| Hầm Galmae         | Sinnae-dong, Jungnang-gu, Seoul                         | 100m      | 2017           |                  |
| Hầm Namyangju      | Gwangjeon-ri, Byeolnae-myeon, Namyangju-si, Gyeonggi-do | 1,235m    | 2017           | Hướng đi Pocheon |
| Hầm Namyangju      | Gwangjeon-ri, Byeolnae-myeon, Namyangju-si, Gyeonggi-do | 1,255m    | 2017           | Hướng đi Guri    |
| Hầm Jageum         | Geumo-dong, Uijeongbu-si, Gyeonggi-do                   | 180m      | 2017           |                  |
| Hầm Chukseokryeong | Geumo-dong, Uijeongbu-si, Gyeonggi-do                   | 495m      | 2017           |                  |
| Hầm Igapal         | Igapal-ri, Soheul-eup, Pocheon-si, Gyeonggi-do          | 360m      | 2017           |                  |

## Nút giao thông · Giao lộ
- TG: Trạm thu phí, SA: Khu vực dịch vụ.
- Tên của các nút giao thông, trạm thu phí, giao lộ và các khu vực nghỉ ngơi ngoài đoạn Guri ~ Pocheon đã mở hiện đang là tên tạm thời và có thể được thay đổi sau này[2]
- Đơn vị đo khoảng cách là km.

### Phần Sejong ~ Guri
Tên của các nút giao thông/giao lộ khác với S.Guri IC vẫn chưa được hoàn thiện và có thể được thay đổi sau này.
- Sejong JC ( Đường cao tốc Seosan–Yeongdeok)
- Sejong IC ( Quốc lộ 43)
- Yeongi SA
- Yeongi IC (Nhánh Osong,  Quốc lộ 1)
- E.Cheonan JC ( Đường cao tốc Gyeongbu,  Đường cao tốc Asan–Cheongju)
- E.Cheonan IC (5 Sandan-ro)
- E.Cheonan SA
- Seoun-Ipjang IC ( Quốc lộ 34)
- Geumgwang IC (Tỉnh lộ 325)
- S.Anseong JC ( Đường cao tốc Pyeongtaek–Jecheon)
- Anseongmatchum IC ( Quốc lộ 38)
- AnseongBaudeogi IC (Sameun-gil)
- AnseongBaudeogi SA
- Wonsam IC (Tỉnh lộ 318)
- Yongin JC ( Đường cao tốc Yeongdong)
- N.Yongin JC ( Đường cao tốc vành đai 2 vùng thủ đô Seoul)
- Mohyeon IC (Tỉnh lộ 57)
- Opo IC ( Quốc lộ 43)
- Gwangju-Seongnam IC ( Quốc lộ 3)
- W.Hanam JC ( Đường cao tốc vành đai 1 vùng thủ đô Seoul)
- Choi (Gamcho-ro)
- Gangdong (Olympic-daero)
- S.Guri (Gangbyeonbuk-ro)

### Phần Guri ~ Pocheon
| Số                           | Tên                          | Tên                          | Khoảng cách                  | Tổng khoảng cách             | Kết nối                                                               | Vị trí                       | Vị trí                       | Ghi chú                                        |
| Số                           | Tiếng Anh                    | Hangul                       | Khoảng cách                  | Tổng khoảng cách             | Kết nối                                                               | Vị trí                       | Vị trí                       | Ghi chú                                        |
| Quy hoạch hoặc đang xây dựng | Quy hoạch hoặc đang xây dựng | Quy hoạch hoặc đang xây dựng | Quy hoạch hoặc đang xây dựng | Quy hoạch hoặc đang xây dựng | Quy hoạch hoặc đang xây dựng                                          | Quy hoạch hoặc đang xây dựng | Quy hoạch hoặc đang xây dựng | Quy hoạch hoặc đang xây dựng                   |
| ---------------------------- | ---------------------------- | ---------------------------- | ---------------------------- | ---------------------------- | --------------------------------------------------------------------- | ---------------------------- | ---------------------------- | ---------------------------------------------- |
| 1                            | S.Guri                       | 남구리                       | -                            | 0.00                         | Gangbyeonbuk-ro                                                       | Gyeonggi-do                  | Guri-si                      |                                                |
| 2                            | Jungnang                     | 중랑                         | 5.30                         | 5.30                         | Bukbuganseondoro                                                      | Seoul                        | Jungnang-gu                  | Trả phí khi vào hướng Guri và ra hướng Pocheon |
| TG                           | Galmae-Donggureung TG        | 갈매동구릉 요금소            |                              |                              |                                                                       | Gyeonggi-do                  | Guri-si                      | Trạm thu phí chính                             |
| 3                            | S.Byeollae                   | 남별내                       | 7.30                         | 12.60                        | Songsan-ro                                                            | Gyeonggi-do                  | Namyangju-si                 |                                                |
| SA                           | Byeollae SA                  | 별내휴게소                   |                              |                              |                                                                       | Gyeonggi-do                  | Namyangju-si                 | Hướng đi Pocheon                               |
| 4                            | E.Uijeongbu                  | 동의정부                     | 6.60                         | 19.20                        | Quốc lộ 43 (Songsan-ro)                                               | Gyeonggi-do                  | Uijeongbu-si                 |                                                |
| SA                           | Uijeongbu SA                 | 의정부 휴게소                |                              |                              |                                                                       | Gyeonggi-do                  | Uijeongbu-si                 | Hướng đi Sejong                                |
| 5                            | Millak                       | 민락                         | 3.25                         | 22.45                        | Millak-ro 298beon-gil Quốc lộ 3 (Shinpyeonghwa-ro), Millak-ro         | Gyeonggi-do                  | Uijeongbu-si                 |                                                |
| 6                            | Soheul                       | 소흘                         | 5.85                         | 28.30                        | Quốc lộ 43 (Hoguk-ro) Tỉnh lộ 98 (Hoguk-ro)                           | Gyeonggi-do                  | Pocheon-si                   |                                                |
| 7                            | Soheul JC                    | 소흘 분기점                  | 2.16                         | 30.46                        | Đường cao tốc vành đai 2 vùng thủ đô Seoul                            | Gyeonggi-do                  | Pocheon-si                   |                                                |
| 8                            | Seondan                      | 선단                         | 4.54                         | 35.00                        | Quốc lộ 43 (Hoguk-ro) Tỉnh lộ 56 (Hoguk-ro) Tỉnh lộ 364 (Samyuksa-ro) | Gyeonggi-do                  | Pocheon-si                   |                                                |
| 9                            | Pocheon                      | 포천                         | 5.95                         | 40.95                        | Quốc lộ 87 (Pocheon-ro)                                               | Gyeonggi-do                  | Pocheon-si                   |                                                |
| TG                           | Sinbuk TG                    | 신북 요금소                  |                              |                              |                                                                       | Gyeonggi-do                  | Pocheon-si                   | Trạm thu phí chính                             |
| 10                           | Sinbuk                       | 신북                         | 3.65                         | 44.60                        | Quốc lộ 43 (Hoguk-ro), Banwolsanseong-ro                              | Gyeonggi-do                  | Pocheon-si                   |                                                |